# Jöns Meurling
Jöns Meurling, född 6 januari 1703 i Kristdala socken, Kalmar län, död 16 december 1778 i Stora Åby socken, Östergötlands län, var en svensk präst i Askeryds socken, Jönköpings län och Stora Åby socken.

## Biografi
Jöns Meurling föddes 6 januari 1703 i Kristdala socken. Han var son till kyrkoherden Olof Meurling och Maria Duraea. Meurling blev 1724 student vid Uppsala universitet och 1730 filosofie kandidat. Han blev 22 december 1730 skvadronspredikant vid Smålands kavalleriregemente och prästvigdes 26 januari 1731 av ärkebiskopen Johannes Steuchius. År 1742 blev han kyrkoherde i Askeryds församling, tillträdde 1743 och blev 1753 prost. Meurling blev 1763 kyrkoherde i Stora Åby socken, tillträdde 1764 och blev 23 mars 1768 kontraktsprost i Lysings kontrakt. Han avled 16 december 1778 i Stora Åby socken.
Meurling var riksdagsman vid riksdagen 1760 och preses vid prästmötet 1767.

### Familj
Meurling gifte sig första gången 3 oktober 1732 med Maria Juliana Malmström (1710–1750). Hon var dotter till professorn Johan Malmström och Maria Juliana Tranhielm i Uppsala. De fick tillsammans barnen Maria (1735–1746), Anna Catharina (1736–1826), Juliana (1738–1808),  Margareta Johanna (1742–1833), Johan Christer (1744–1820), Magdalena (född 1745), Olof (1747–1748), Karl Gustaf (1749–1824) och Maria Juliana (1750–1833).
Meurling gifte sig andra gången 22 januari 1754 med Elisabet Wrangel af Lindeberg (1730–1767). Hon var dotter till friherren Axel Per Wrangel af Lindeberg och Juliana von Rosen. De fick tillsammans barnen Charlotta Maria (1755–1821), Jöns Adolf (1757–1838), Elisabet (1759–1760), Axel Per (1763–1763), Hedvig (1766–1804).